# 克里斯蒂娜·拉坦
克里斯蒂娜·拉坦（德語：Christina Lathan，1958年2月28日—），德国女子田径运动员。她曾代表东德参加1976年和1980年夏季奥林匹克运动会田径比赛，获得一枚金牌、二枚银牌和一枚铜牌。